# Međunarodno pijanističko natjecanje Frédéric Chopin
Međunarodno pijanističko natjecanje Frédéric Chopin jedno je od najstarijih pijanističkih natjecanja u svijetu. Prvo se održalo u Varšavi, 1927. godine. Od 1955. godine održava se jednom u pet godina. Jedno je od najstarijih i najprestižnijih svjetskih glazbenih natjecanja.
Poljski pijanist Jerzy Żurawlew organizirao je prvo natjecanje, a nazvali su ga po Frédéricu Chopinu, slavnom poljskom pijanistu i skladatelju. Žiri više puta nije dodijelio pojedine nagrade. Nije dodijeljena prva nagrada 1990. i 1995., a druga nagrada nije dodijeljena 2005. godine.
Tradicionalno je predsjednik žirija poljski glazbenik.
Posebne nagrade su: nagrada Poljskog radija za najbolju izvedbu mazurke od 1927., Varšavska nagrada Društva Frédérica Chopina za najbolju izvedbu poloneze od 1960. i nagrada Varšavske filharmonije za najbolju izvedbu klavirskog koncerta od 1980. godine.
Godine 2000. Yundi Li je s 18 godina postao najmlađi prvonagrađeni na ovom natjecanju. Godine 2015. također je bio najmlađi član žirija natjecanja.

## Nastup Ive Pogorelića
Hrvatski pijanist Ivo Pogorelić nastupio je na natjecanju s 22 godine 1980. godine. Njegov nastup bio je vrlo zapažen, ali je podijelio žiri. Njegov provokativan način izvedbe i ponašanja, dio žirija smatrao je neprihvatljivim pa su ga eliminirali prije završnice natjecanja. Dio žirija stao je u njegovu obranu, smatravši njegov nastup genijalnim. Zbog njegove eliminacije, poznata argentinska pijanistica hrvatskog porijekla Martha Argerich (pobjednica 1965.) demonstrativno napušta žiri, proglašavajući Pogorelića genijem. Ti ga medijski odjeci istoga trenutka izbacuju na vrh međunarodne glazbene scene.

## Nastup Aljoše Jurinića
Hrvatski pijanist Aljoša Jurinić nastupio je na natjecanju 2015. godine i plasirao se u finalnu etapu te time postao prvi finalist iz država bivše Jugoslavije u povijesti natjecanja.

## Dosadašnji pobjednici
- 2021.: Bruce (Xiaoyu) Liu
- 2015.: Seong-Jin Cho
- 2010.: Yulianna Avdeeva
- 2005.: Rafal Blechacz
- 2000.: Yundi Li
- 1995.: Nije bilo pobjednika. Philippe Giusiano i Alexei Sultanov podijelili su 2. mjesto.
- 1990.: Nije bilo pobjednika. Kevin Kenner osvojio je 2. mjesto.
- 1985.: Stanislav Bunin
- 1980.: Dang Thai Son
- 1975.: Krystian Zimerman
- 1970.: Garrick Ohlsson
- 1965.: Martha Argerich
- 1960.: Maurizio Pollini
- 1955.: Adam Harasiewicz
- 1949.: Bella Davidovich i Halina Czerny-Stefanska podijelili su 1. mjesto.
- 1937.: Jakov Zak
- 1932.: Alexander Uninsky
- 1927.: Lev Oborin